# Wild Rose
Wild Rose er en amerikansk film fra 2019 instrueret af Tom Harper.

## Medvirkende
- Jessie Buckley som Rose-Lynn Harlan
- Julie Walters som Marion
- Sophie Okonedo som Susannah
- Jamie Sives som Sam
- Craig Parkinson som Alan
- James Harkness som Elliot